# Красноярське (Щучанський район)
Красноя́рське (рос. Красноярское) — присілок у складі Щучанського району Курганської області, Росія. Входить до складу Білоярської сільської ради.
Населення — 225 осіб (2010, 225 у 2002).
Національний склад станом на 2002 рік: росіяни — 97 %.